# Фьорини, Джузеппе
Джузе́ппе Фьори́ни (итал. Giuseppe Fiorini; 28 сентября 1861, Баццано — 23 января 1934, Мюнхен) — итальянский и германский изготовитель музыкальных инструментов, сын Раффаэле Фьорини.

## Биография
Родился в семье изготовителя струнных музыкальных инструментов Раффаэле Фьорини. Уже в возрасте 15 лет изготовил свою первую скрипку. В 1867 году вместе с родителями переехал в Болонью. С 1881 года уже имел собственную мастерскую на Виа Санто Стефано, где изготавливал и реставрировал скрипки и виолончели. В 1888 году получил премию на выставке в Милане и в том же году — большую золотую медаль на Международной музыкальной выставке в Болонье. В 1889 году женился на дочери немецкого производителя музыкальных инструментов Андреаса Ригера и переехал в Мюнхен, где стал сооснователем фирмы «Ригер и Фьорини», а также был избран председателем Немецкой ассоциации скрипичных дел мастеров. В 1915 году, с началом Первой мировой войны Фьорини переехал в Цюрих, где жил до 1923 года, после чего вернулся в Италию. Начиная с 1925 года Джованни Фьорини стал активно терять зрение и через несколько лет почти полностью ослеп. Он умер в Мюнхене в 1934 году.

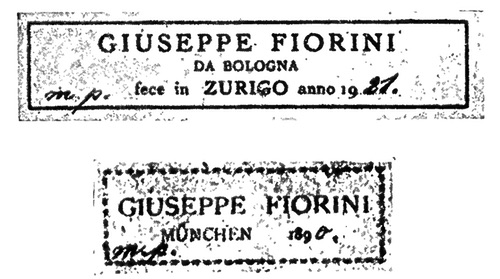
Клейма инструментов Джузеппе Фьорини

## Научная деятельность
Фьорини активно занимался изучением наследия великих итальянских создателей струнных музыкальных инструментов из Кремоны, стремясь раскрыть их секреты и доказать, что современные мастера могут изготавливать инструменты не хуже признанных классиков. Он собирал и анализировал данные о формах и материалах, из которых были изготовлены инструменты великих мастеров прошлого. Он получил признание современников, которые считали его инструменты почти столь же выдающимися, как и итальянские инструменты «золотого века». В 1920 году Джузеппе Фьорини приобрёл у маркизы Паолы Делла Валле ди Помаро — прямой наследницы коллекционера скрипок графа Иньяцио Алессандро Коцио архив Антонио Страдивари, который позднее завещал городу Кремоне.
Фьорини был учителем многих известных изготовителей струнных инструментов — таких, как Анзальдо Подджи, Паоло Морара, Туркке Беби, Джузеппе Кастиньино, Пьетро Мессори, и Арриго Тиволи-Фьорини.